# آورو آتنا
آورو آتنا (به انگلیسی: Avro Athena) یک هواپیمای ساختِ کارخانهٔ آورو در کشور بریتانیا است. نخستین استفاده‌کنندهٔ این هواپیما نیروی هوایی سلطنتی بریتانیا بوده‌است. این هواپیما در ۱۲ ژوئن ۱۹۴۸ میلادی نخستین پرواز خود را انجام داد.